# Jean Vautrin
Jean Vautrin, de nombre verdadero Jean Herman fue un escritor, realizador de cine, guionista y dialoguista francés (17 de mayo de 1933, Pagny-sur-Moselle, Lorraine, Francia - 16 de junio de 2015). Durante sus primeros años en el mundo del cine utilizó su verdadero nombre. En 1989 ganó el premio Goncourt con la novela Un grand pas vers le Bon Dieu (Un gran paso hacia el buen Dios).

## Biografía
Después de estudiar letras en Auxerre, obtuvo el primer puesto en el Institut des hautes études cinématographiques (IDHEC). Convertido en profesor lector de literatura francesa en la Universidad de Bombay, trabajó como asistente de realización de Roberto Rossellini para el documental India, matri bhumi (India, terre mère), en 1959, de coproducción italo-francesa. Hizo el servicio militar entre 1959 y 1961 en el Service Cinéma des Armées, en el fuerte de Ivry. De vuelta a la vida civil en Francia, Jean Herman realizó cinco largometrajes, entre ellos la película Adieu l’ami (Adiós, amigo), en 1968, protagonizada por Alain Delon y Charles Bronson, y Jeff, con Alain Delon. En los años setenta se aleja del cine para dedicarse a la escritura.
Para dedicarse a la literatura adopta el seudónimo de Jean Vautrin. En 1973 publica su primera novela, À bulletins rouges, en la colección Série noire, de novelas policíacas, campo en que adquiere cierto nombre con obras como Billy-Ze-Kick o Bloody Mary. Mientras, sigue escribiendo para el cine con su verdadero nombre. 
En 1987, con el escritor Dan Franck, crea un personaje de reportero fotógrafico del corazón apodado Boro (cuyo modelo es Robert Capa) y sus aventuras se desarrollan en una serie de novelas con el título genérico de Les Aventures de Boro, reporter photographe.
En ocasiones, se aleja de la novela policíaca con obras como Patchwork, que obtiene el premio de les Deux Magots (por la terraza de la cafetería donde fue creado) y La vie ripolin. En 1989 gana el premio Goncourt con Un grand pas vers le bon Dieu, su consagración. En 1998, recibe el premio Louis-Guilloux por el conjunto de su obra.
El 11 de enero de 2014 se inauguró en la comuna de Saint Symphorien, en la Gironde, una mediateca con el nombre de Jean Vautrin, con las personalidades reunidas en torno a su esposa Anne, pues Jean no se pudo desplazar.

## Filmografía

### Asistente de realización
- India, Terre Mère’', de Roberto Rossellini, 1959
- Paris nous appartient’', de Jacques Rivette, 1961
- Les Quatre Cavaliers de l’Apocalypse, de Vincente Minnelli, 1962
- Le Jour le plus long’', de Ken Annakin, 1962

### Director
- Voyage en Boscavie (correalización: Claude Choublier), cortometraje Premio Émile-Cohl, 1958
- Actua-Tilt, cortometraje de 11 minutos, 1960
- La Quille’', cortometraje de 15 minutos, premio del jurado en el Festival de Venecia, 1961
- Les Guerriers, largometraje inacabado aparecido en 1963 en cortometraje con el título de Les Fusils
- Twist Parade, cortometraje de 6 minutos, premio al mejor documental en el Festival de Oberhausen, 1963
- Le Chemin de la mauvaise route, 1962, documental de 58 minutes sobre un golpe de los camisas negras. Fue censurado y apareció en 1963 sin 11 minutos. Montaje de Nadine Trintignant, comentarios de Jean-Louis Trintignant.
- Le Dimanche de la vie, 1967
- Adieu l’ami’', 1968. En castellano, Adiós, amigo.
- Jeff, 1969
- Popsy Pop, 1971
- L'Œuf, 1972
- Les Grands Détectives, TV, 2 episodios : Un rendez-vous dans les ténèbres y Monsieur Lecoq

### Guionista
- Le Grand Escogriffe, de Claude Pinoteau, 1976
- Flic ou Voyou, de Georges Lautner, 1979. En castellano, Yo impongo mi ley a sangre y fuego, con Jean-Paul Belmondo.
- Le Guignolo, de Georges Lautner, 1980. En castellano, El rey del timo, con Jean-Paul Belmondo.
- L'Entourloupe, de Gérard Pirès, 1980
- Arresto preventivo, de Claude Miller, 1981. En  castellano, Arresto preventivo, 1981, con Lino Ventura. Más tarde, la versión americana se titularía Bajo sospecha, 2000, con Morgan Freeman y Gene Hackman, dirigida por Stephen Hopkins.
- Le Marginal, de Jacques Deray, 1983. En castellano, El marginal, con Jean-Paul Belmondo.
- Rue barbare, de Gilles Béhat, 1984. En castellano, El más salvaje entre todos.
- Canicule, de Yves Boisset, 1984. En castellano, Día de perros, con Lee Marvin.
- Urgence, de Gilles Béhat, 1985
- Bleu comme l’enfer, de Yves Boisset, 1986
- Charlie Dingo, de Gilles Béhat, 1987
- L'Été des Lip, de Dominique Ladoge (TV), 2012

### Acteur
- Le Marginal’', de Jacques Deray, 1983

## Novelas
- À bulletins rouges’’, 1973
- Billy-Ze-Kick, 1974; adaptada al cine por Gérard Mordillat en 1985
- Mister Love’’, 1977
- Typhon gazoline’’, 12977
- Le Mensonge - Chronique des années de crise, Ed. Encres, 1978
- Bloody Mary, adapté a cómic por Jean Teulé en 1983
- Groom, 1981
- Canicule, 1982, adaptada al cine por Yves Boisset en 1984 y por Baru en un cómic aparecido en 2013 en Éditions Casterman
- La Vie Ripolin, 1987
- Un grand pas vers le bon Dieu, 1989 Premio Goncourt En castellano, Un gran paso hacia el buen Dios, Ediciones B, 1990
- Symphonie Grabuge, 1994, Premio de novela popular
- Le Roi des ordures, 1997
- Un monsieur bien mis’’, 1997
- Le Cri du peuple, 1998, Premio Louis Guilloux por el conjunto de su obra, adaptado a cómic por Jacques Tardi
- L’homme qui assassinait sa vie, 2001
- Le Journal de Louise B., 2002

Quatre Soldats français
- Adieu la vie, adieu l’amour [tomo 1], 2004
- La Femme au gant rouge [tome 2], 2004
- La grande zigouille [tome 3], 2009
- "Les années Faribole" (tome 4), 2012

## Relatos
- Patchwork, 1983, Premio de les Deux Magots, 1984
- Baby-boom, Premio Goncourt de relatos, 1986
- Dix-huit tentatives pour devenir un saint’’, 1989, en castellano, Dieciocho intentos de convertirse en santo, Versal, 1990
- Courage chacun, 1992
- Si on s’aimait?, 2005
- Maîtresse Kristal et autres bris de guerre, 2009

## Colaboraciones literarias
Les Aventures de Boro, reporter photographe (con Dan Franck)
- La Dame de Berlin’’, 1987, en castellano, La dama de Berlín, Siex Barral, 1992
- Le Temps des cerises’’, 1990
- Les Noces de Guernica’’, 1994
- Mademoiselle Chat’’, 1996
- Boro s’en va-t-en guerre’’, 2000
- Cher Boro’’, 2005
- La Fête à Boro’’, 2007
- La Dame de Jérusalem’’, 2009